# جون بورتون (لاعب كريكت)
جون بورتون (15 فبراير 1925 في نيوزيلندا - 11 مايو 2010) (بالإنجليزية: John Burton)‏ هو لاعب كريكت نيوزلندي.

## وصلات خارجية
- جون بورتون على موقع إي آس بي آن كريك إنفو (الإنجليزية)